# La stirpe di Salomone
La stirpe di Salomone è un romanzo di avventura del 2007 scritto da Clive Cussler, il settimo romanzo della serie NUMA Files, in collaborazione con Paul Kemprecos.

## Trama
Prologo, 900 a.C. .
Una nave fenicia raggiunge una terra lontana allo scopo di depositare una cassa contenente un misterioso oggetto. Completata la missione, nel momento della ripartenza, una seconda nave sbarra la strada ai fenici. I due comandanti si riconoscono: sono i fratellastri Menelik e Melqart. Il secondo, con la scusa di essere giunto per aiutare il fratello nella missione, lo attira in un'imboscata. Rifugiandosi sulla propria nave, Menelik riesce a difendersi dal nuovo attacco del fratello e dei suoi uomini, ma appena prima di poter uccidere Melqart, viene colpito da qualcuno.
Prologo, 1809.
Il presidente degli Stati Uniti d'America, Thomas Jefferson, viene a conoscenza di un segreto di grande importanza, condiviso solamente con un suo fidato amico, Meriwether Lewis, purtroppo deceduto in giovane età in circostanze misteriose. 
2003. Durante l'invasione statunitense in Iraq, approfittando delle guerriglie in corso, il museo nazionale iracheno viene saccheggiato. Carina Mechadi, una giovane funzionaria italiana dell'UNESCO, insieme al curatore del museo, si aggira per le sale alla scoperta dei danni e dei reperti rubati. Intanto nelle vie distrutte si aggira un uomo, Adriano, alla ricerca di un oggetto particolare, su ordine del suo mandante. Adriano incontra Ali, un trafficante di oggetti contrabbandati, poco dopo che quest’ultimo ha promesso a Carina di recuperare per lei quanti più cimeli possibili tra quelli rubati al museo. Scoperto che Ali ha già venduto i reperti, il suo nuovo obiettivo diventa quello di recuperare gli oggetti, non prima di aver ucciso il trafficante.
Oggi. Joe Zavala si reca a trovare l’amico e collega Kurt Austin per mostrargli il suo ultimo progetto, un sommergibile scoperto, che dovrà testare. Austin convince l’amico ad accompagnarlo in una missione nel mare del Nord, per intercettare gli iceberg pericolosi.
Anthony Saxon esplora una tomba nel deserto dello Yemen, trovando un antico sarcofago saccheggiato molto tempo prima, e una figura bendata, probabilmente una principessa, e non la regina di Saba, il suo vero obiettivo. Contatta un certo Hassan, un noto ladro che potrebbe aiutarlo, ma viene ingannato e arrestato da un poliziotto in borghese. Una volta appurate le sue oneste intenzioni, la polizia gli fornisce l’indicazione per continuare la sua ricerca: trovare Carina Mechadi. La ragazza nel frattempo è stata contattata dalla fondazione benefica Baltazar, che le offre le risorse per recuperare più reperti possibili tra quelli trafugati in Iraq. Riesce a recuperare alcune opere, tra cui una statua di bronzo chiamata il Navigatore, ma mentre le sta scortando via mare, la nave viene attaccata da alcuni uomini. Austin e Zavala si trovano casualmente nella stessa zona, avendo appena agganciato un iceberg da portare in un’area più sicura, ma devono rinunciare al loro compito quando la nave attaccata dai pirati sembra dirigersi verso una piattaforma petrolifera. I due amici si trasferiscono eroicamente sulla nave dirottata, e Austin riesce a salvare Carina e abbattere uno dei due elicotteri con i quali i pirati hanno assaltato la nave. Adriano, dal secondo mezzo, spara ad Austin, ferendolo, prima di scappare con la statua del Navigatore. Il comandante della nave riesce a evitare per un soffio l'impatto con la piattaforma.
Angela Worth, assistente bibliotecaria dell’American Philosophical Society di Filadelfia, scopre una serie di lettere scritte in codice personalmente dal presidente Thomas Jefferson. Riferisce la scoperta alla sua responsabile, Helen Woolsey, che segretamente chiama un numero sconosciuto, come parte di un lavoro per cui era stata contattata tempo prima.
Dopo essere stato medicato, Austin insieme a Zavala chiedono in prestito l’elicottero della piattaforma per cercare una nave che avrebbe potuto ospitare gli elicotteri degli assalitori. Trovata una nave che corrisponde alle caratteristiche, tornano a bordo. 
Adriano racconta il fallimento della missione al suo mandante, Victor Baltazar, che per sfogarsi sfida a una finta “giostra” a cavallo un suo servo, fermandosi appena prima di ucciderlo per la foga. All’interno della sua tenuta, Baltazar ha creato un altare che visita spesso, in cui è presente la statua del dio Baal, venerata dalla sua famiglia da generazioni e a cui si offrivano sacrifici umani. 
Angela chiede il parere del suo amico Harris, impiegato alla NSA, per capire come poter scoprire il contenuto della lettera di Jefferson. Non trovando la parola chiave per decifrare il codice, si affidano al professore di Harris, Pieter DeVries, che grazie a un programma digitale riesce a decifrare il messaggio.
Carina partecipa a una conferenza presieduta da Baltazar in persona, in cui sponsorizza la sua fondazione per il recupero dei manufatti rubati. Qui conosce anche Anthony Saxon, da tempo impaziente di incontrarla. Scambiando alcune parole con Baltazar, la ragazza gli rivela l'autore del salvataggio sulla nave, Kurt Austin. 
Negli uffici del dipartimento di Stato, il professor DeVries incontra un diplomatico, Joshua Evans, spiegandogli la scoperta del messaggio di Jefferson. Raccontando la vicenda al suo superiore, che teme che sia tutto fondato, Evans suggerisce di chiedere consiglio alla NUMA per sostenere in maniera credibile che, al contrario di ciò che è scritto nella lettera, per i fenici fosse impossibile aver raggiunto il nord America.
Austin e Zavala provano a rintracciare online la nave da cui è partito l'assalto in mare aperto. Subito dopo, Carina si presenta a cena a casa di Austin, durante la quale spiega la sua vita da cacciatrice di reperti storici e rivela come il Navigatore sia, inspiegabilmente, il pezzo più richiesto del suo ultimo viaggio. Finita la cena e rimasto solo, Austin nota qualcuno che li stava spiando dal giardino.
Il giorno dopo si reca al magazzino del museo Smithsonian per vedere la statua del Navigatore. Qui incontra Saxon, intento a fotografare la statua, seppure senza permesso, tanto che Carina lo caccia in malo modo. Austin fa la conoscenza in persona anche di Baltazar, che propone di trasferire la statua in un luogo più sicuro. Carina attende quindi gli addetti al trasloco, ma durante il viaggio scopre che si tratta di una trappola e viene tramortita da Adriano, che si unisce ai finti traslocatori e scappa con la statua. 
Austin viene contattato da un ex collega della CIA che lo accompagna da un membro del dipartimento di Stato, Elwood Nickerson. Quest'ultimo gli spiega le ultime scoperte riguardanti la lettera di Jefferson e la probabile presenza di una reliquia fenicia in nord America, che potrebbe scatenare una guerra religiosa e ideologica con il medio oriente. Austin viene quindi incaricato di scoprire se è vero che i fenici abbiano attraversato l'oceano per scoprire più facilmente il luogo dove possono aver nascosto l'oggetto misterioso. Mentre un poliziotto contatta Austin perché Carina è stata trovata svenuta, Nickerson telefona a qualcuno festeggiando la riuscita del piano per ingannare Austin.
Austin va in ospedale per recuperare Carina, che gli racconta dell’aggressione. Insieme, si presentano all'appuntamento con un fotografo che vide il Navigatore, ma anche lui è stato assalito e tutti i suoi lavori rubati. L’uomo riesce però a fornire una copia delle foto ai due, che intanto sospettano che dietro tutti questi crimini possa nascondersi proprio Baltazar. Mentre ispezionano le foto, scoprono che esistono due statue identiche del Navigatore. Austin propone quindi di raggiungere Zavala a Istanbul per indagare più a fondo partendo da un bazar che vende souvenir fenici.
Paul e Gamay Trout si stanno godendo una giornata di relax e pesca, quando vengono contattati da Austin che chiede il loro aiuto per ricostruire la possibile rotta della nave fenicia. Nonostante l’aiuto di un loro conoscente, non riescono a ottenere abbastanza dati per una ricerca precisa. Decidono quindi di cambiare strategia, partendo a indagare dall’American Philosophical Society di Filadelfia, dove è stata scoperta la lettera di Jefferson.
Arrivati in Turchia, Austin e Carina si incontrano con l’informatore di quest’ultima, Cemil, che li conduce nel bazar di Istanbul fino a un negozio di souvenir, dove il venditore spiega che ha acquistato le statuette in miniatura da un artista di un’altra città turca, ormai abbandonata. Giunti alla nuova destinazione, trovano l’artista della statua, che spiega loro che ha trovato in una tomba la statua originale da cui ha preso spunto: purtroppo, un terremoto ha causato una frana che ha fatto precipitare la tomba in mare. Austin e Carina si accorgono di due uomini che li hanno seguiti dal loro hotel di Istanbul, ma riescono a seminarli. Austin contatta Zavala per raggiungerlo con l’attrezzatura subacquea, mentre lui e Carina si convincono ormai della colpevolezza di Baltazar, anche se non ne capiscono le ragioni.
Una volta arrivato Zavala con il sommergibile da ricerca, i due amici si immergono alla ricerca della statua, trovandola quasi intatta, sepolta dalla frana. I due riescono a recuperarla appena in tempo, prima che una nuova scossa faccia crollare tutto. Mentre riportano la statua in superficie, vedono arrivare un motoscafo con a bordo degli uomini armati, tra i quali Carina riconosce uno dei falsi traslocatori della statua a Washington. Austin e Zavala riescono a mettere fuori gioco tutti i nemici, lasciando poi a Carina il tempo di prendere i calchi della statua, prima di rigettarla in mare. 
Intanto Baltazar, con l'aiuto delle ricerche di due esperti, viene a conoscenza che la statua del Navigatore cela una primitiva mappa del mondo, che confermerebbe il collegamento tra le colonie fenicie e il continente americano. 
I Trout si incontrano con Angela Worth per indagare sul fascicolo di Jefferson e sulla vita di Meriwether Lewis, sospettando anche loro sulle reali cause della sua morte. Arrivano alla conclusione che il misterioso messaggio che Lewis doveva far recapitare al presidente Jefferson è stato affidato a uno schiavo che era in viaggio con lui. La loro ricerca si interrompe momentaneamente quando arriva la superiore di Angela, Helen Woolsey.
Austin e Carina tornano a Istanbul per ottenere una statua provvisoria ricavata dai calchi presi dal Navigatore gemello. Mentre aspettano al museo Topkapi, vengono inseguiti e attaccati dagli aggressori del giorno precedente. Riusciti a eliminarli grazie anche all'aiuto dei due uomini che li avevano seguiti al loro arrivo in Turchia, rivelatisi amici di Cemil ingaggiati per proteggerli, i due recuperano la statua fabbricata e fanno ritorno negli Stati Uniti insieme a Zavala.
Adriano si introduce nella biblioteca, uccidendo la Woosley e dando la caccia ad Angela, ma prima che riesca a prenderla tornano i Trout, che lo mettono in fuga.
Tornati in patria, Austin e Zavala si incontrano con i Trout e Angela. Insieme capiscono che lo schiavo di Lewis era riuscito a consegnare l'informazione al presidente Jefferson, e decidono di proseguire indagando su di lui. Intanto, Austin incarica un tecnico della NUMA di cercare informazioni partendo dai calchi del Navigatore, e quest'ultimo riesce a trovare la posizione di una presunta nave fenicia affondata nella baia di Chesapeake. Austin e Zavala si recano quindi sul posto, e durante l'immersione scoprono che si tratta effettivamente di una nave fenicia, che però è già stata scoperta da qualcuno in passato, qualcuno che è rimasto affogato da allora. Rintracciata la moglie del defunto sub, vengono a conoscenza che la nave fenicia conteneva dell'oro, e un ulteriore indizio potrebbe nascondersi in un'anfora rinvenuta sul relitto, che però la signora ha ceduto a Saxon per le sue ricerche. Saxon è ancora in zona e si incontra con i due amici, stringendo un patto di collaborazione per arrivare a scoprire tutta la storia. 
Carina prende accordi con i responsabili di un museo di New York circa l'esposizione sul Navigatore, ma quando si sta dirigendo verso la stazione per tornare a Washington, il taxi che prende si trasforma in una trappola dove l'autista e altri uomini la rapiscono e la trasportano fino a un elicottero che parte via. 
I Trout con Angela parlano con un esperto al corrente del fascicolo Jefferson, che casualmente è un discendente dello schiavo che era incaricato di portare il messaggio di Lewis. Ma quando l'esperto si rende conto di quante informazioni hanno gli uomini della NUMA, li caccia via e informa al telefono una persona circa l'incontro. 
Carina si ritrova prigioniera di Baltazar, che le rivela che discendono entrambi da re Salomone, attraverso i racconti delle loro origini. Re Salomone ebbe un figlio con la regina di Saba, Menelik, a cui il re diede il compito di nascondere le tavole originali dei Comandamenti in un luogo segreto. La serva e amante di Salomone ebbe con lui un secondo figlio, Melqart, inviato per ostacolare il fratellastro. Morto Melqart, Salomone fece costruire due statue di Menelik, dove incise le istruzioni per raggiungere il tesoro nascosto. Menelik diede poi origine al regno in Africa (da cui discende la famiglia Makeda, ovvero Mechadi), mentre i discendenti di Melqart, di cui Baltazar è l'ultimo rimasto, hanno il compito di recuperare il tesoro ed eliminare la dinastia della regina di Saba. Baltazar offre a Carina una chance di sopravvivere, unendo le loro famiglie generando un erede, ma al rifiuto della donna, lui decide di sacrificarla al dio Baal.
Austin e Zavala, insieme a Saxon, decifrano un papiro contenuto nell'anfora rinvenuta sulla nave, scoprendo indizi su un possibile luogo dove è nascosto un tesoro. Mettendo insieme tutte le informazioni in loro possesso, trovano il punto dove andare a cercare di persona. Tornato a casa, Austin scopre che qualcuno ha rapito Carina, e viene invitato da Baltazar a offrirsi prigioniero al suo posto. Intanto Zavala, con i Trout e Saxon, raggiungono il luogo dove sorgeva un hotel che potrebbe essere il punto di partenza della miniera d'oro che stanno cercando, ma che si trova attualmente sommerso dall'acqua. Austin si ritrova nella tenuta di Baltazar, che lo sfida in una giostra a cavallo per ottenere la libertà di Carina, in cambio della posizione della miniera. Austin riesce a colpire Baltazar, senza però ucciderlo, e scappa dalla sua tenuta, incontrando nelle vicinanze un suo ex collega della CIA, Flagg, a cui aveva chiesto di trovare Baltazar. 
Zavala e Gamay trovano una cassa che riporta il nome di Jefferson in una caverna sotto l'hotel sommerso. 
Austin e Flagg scoprono che Baltazar è scappato a Cipro, e organizzano il viaggio a bordo di un Blackbird per fare più in fretta possibile. Una volta arrivati, Austin fa irruzione nel castello dove si rifugia il suo nemico, appena in tempo per salvare Carina dal sacrificio a Baal. È la stessa ragazza che uccide Baltazar, facendolo bruciare in una pozza d'olio. 
Adriano, nel frattempo inviato da Baltazar a cercare la miniera, inizialmente capisce che Austin ha dato loro un'indicazione falsa, ma poi scopre da un'intercettazione di Zavala il luogo esatto, sotto l'hotel sommerso. Si accorge però troppo tardi che si tratta di una trappola preparata da Austin e Zavala, che fanno crollare la struttura imprigionando a morte il sicario.
L'intera squadra della NUMA esplora il relitto della nave fenicia affondata, scoprendo numerose pergamene di fondamentale importanza storica e religiosa. Carina confida ad Austin che accompagnerà Saxon in una nuova spedizione alla ricerca della tomba della regina di Saba, che sia o meno una sua antenata. 

## Edizioni
- Clive Cussler e Paul Kemprecos, La stirpe di Salomone, traduzione di Paola Mirizzi Zoppi, TEADUE, TEA, ottobre 2010,  p. 475, ISBN 9788850222995.